# Distretto di Huangyan
Il distretto di Huangyan (黄岩区S, Huángyán QūP) è un distretto della Cina, situato nella provincia dello Zhejiang.